# Ong lai châu Phi
Ong lai châu Phi trong tiếng Anh còn gọi là ong sát thủ là kết quả lai tạo giữa hai giống ong mật phương Tây (Apis mellifera) và ong mật châu Phi (A. m. scutellata). Những con ong lai hung hãn hơn so với bất kỳ của châu Âu phân loài khác nhau. Bầy nhỏ ong lai châu Phi có khả năng chiếm tổ ong mật ong châu Âu bằng cách xâm nhập các tổ ong và thiết lập con ong chúa của chính chúng sau khi giết chết ong chúa ong mật châu Âu.